# Heinz Stettler
Pour les articles homonymes, voir Stettler (homonymie).
Heinz Stettler, né le 1er mars 1953 et mort le 24 mai 2006, est un bobeur suisse notamment champion du monde en 1982 et médaillé de bronze aux Jeux olympiques de 1984 en bob à quatre.

## Biographie
Heinz Stettler est champion du monde en bob à quatre en 1982 à Saint-Moritz (Suisse). Il participe ensuite aux Jeux olympiques d'hiver de 1984, organisés à Sarajevo en Yougoslavie, avec Rico Freiermuth, Silvio Giobellina et Urs Salzmann. Dans le bob Suisse I piloté par Giobellina, il gagne la médaille de bronze derrière les deux bobs est-allemands. En 1985, il est médaillé de bronze aux championnats du monde de Cervinia (Italie). En plus du bobsleigh, Heinz Stettler pratique également l'athlétisme : il participe à des compétitions internationales en lancer du poids et du disque.
Heinz Stettler meurt le 24 mai 2006, à l'âge de 53 ans, à cause d'une crise cardiaque.

## Palmarès

### Jeux Olympiques
- : médaillé de bronze en bob à 4 aux JO 1984.

### Championnats monde
- : médaillé d'or en bob à 4 aux championnats monde de 1982.
- : médaillé de bronze en bob à 4 aux championnats monde de 1985.